# Семчишин, Иван Григорьевич
Иван Григорьевич Семчишин (род. 29 марта 1960, с. Ахтинск, Куйтунский район, Иркутская область, РСФСР, СССР) — советский и российский государственный деятель, юрист. Прокурор Республики Бурятия с 2003 по 2006. Заместитель Генерального прокурора Российской Федерации с 7 июля 2006 по 7 ноября 2018.

## Биография
Родился 29 марта 1960 года в селе Ахтинск Куйтунского района Иркутской области. 
1977–1982 – студент Иркутского государственного университета им. А.А. Жданова, г. Иркутск
В 1982 году окончил Иркутский государственный университет им. А.А. Жданова по специальности «Правоведение».
1982–1984 – стажер, следователь прокуратуры Куйтунского района Иркутской области, пос. Куйтун Куйтунского района Иркутской области
1984–1986 – старший следователь следственного управления прокуратуры Иркутской области, г. Иркутск
1986–1996 – прокурор Слюдянского района Иркутской области, г. Слюдянка Иркутской области
1996–2003 – заместитель прокурора Иркутской области, г. Иркутск
2003–2006 – прокурор Республики Бурятия.
7 июля 2006 — 7 ноября 2018 — заместитель Генерального прокурора Российской Федерации.

## Награды
- Нагрудный знак «Почётный работник прокуратуры Российской Федерации»
- Заслуженный юрист Российской Федерации (2007)
- Орден Почёта (2009)

## Классный чин
- Государственный советник юстиции 1-го класса (3 октября 2006)[5].